# Bóbrka (Ukraina)
Bóbrka (ukr. Бібрка, Bibrka) – miasto na Ukrainie, w obwodzie lwowskim, w rejonie lwowskim, nad Ługiem. Bóbrka leży ok. 20 km na zachód od Przemyślan i ok. 30 km na południowy wschód od Lwowa. Przez miasto przebiega ukraińska droga krajowa N09.

## Historia
Miasto zachowało obowiązek udzielania stacji. Miasto w latach 1498, 1518, 1539 było zwalniane z obciążeń podatkowych z powodu zniszczeń. W 1623 roku miasto spalili Tatarzy. W 1649 roku miasto i kościół zniszczyli kozacy Chmielnickiego. Do 1772 w Rzeczypospolitej, a w latach 1772–1918 w Królestwie Galicji i Lodomerii. Od 1920 do 1939 roku miasto administracyjnie należało do Polski – województwo lwowskie. Miejscowość była siedzibą powiatu bóbreckiego.
W 1934 r. zostało siedzibą gminy Bóbrka.
Po wycofywaniu się Armii Radzieckiej w 1941 roku, w znajdującym się obok sądu więzieniu znaleziono – według świadka polskiego – zwłoki 9–10 osób, zamordowanych przez NKWD. Zwłoki miały być popalone kwasem solnym w celu uniemożliwienia identyfikacji. Niemiecki meldunek wojskowy z tej miejscowości donosił o szesnastu ofiarach narodowości ukraińskiej. Znalezienie ciał – ofiar NKWD – wywołało pogrom ludności żydowskiej oskarżonej o wspieranie komunizmu. 2 lipca 1941 roku nacjonaliści ukraińscy zabili kilkudziesięciu Żydów.
Podczas okupacji niemieckiej w Bóbrce funkcjonowało getto dla Żydów, zlikwidowane 13 kwietnia 1943 roku. SiPo ze Lwowa przy współpracy niemieckiej żandarmerii i ukraińskiej policji rozstrzelało 1070 Żydów z Bóbrki k. wsi Wołowe. Polska rodzina Makarów (Jan i Katarzyna oraz ich córka Karolina) ukrywała Żydówkę, za co w 1987 roku Instytut Jad Waszem uhonorował ich tytułami Sprawiedliwych wśród Narodów Świata.
Od stycznia 1944 roku do połowy 1945 roku, to jest do wysiedlenia Polaków na tzw. ziemie odzyskane, miasto było miejscem schronienia polskiej ludności przed napadami UPA. Liczba uchodźców przekraczała niekiedy liczbę stałych mieszkańców Bóbrki. W lipcu 1944 roku nacjonaliści ukraińscy zamordowali w Bóbrce 25 Polaków.
W latach 1940–1941 i 1944–1962 siedziba rejonu bóbreckiego.

## Zabytki
- Kościół św. Mikołaja[7], kościół katolicki, zbudowany w 1. połowie XVII wieku z elementami postgotyku[8]. Kościół powstał po 1600, ponieważ ówcześnie istniejący opisano jako drewniany. W 1722 roku opisano kościół jako obronny. W 1914 roku rozpoczęto prace remontowe, które przerwano z powodu wybuchu I wojny światowej. W 1922 roku kościół konsekrował biskup Bolesław Twardowski. Kościół został zamknięty w 1962 roku i przerobiony na szkołę. Ponowne poświęcenie nastąpiło w 1989 roku.

## Gospodarka
W mieście rozwinął się przemysł spożywczy, odzieżowy oraz galanteryjny.

## Sport
W czasach II Rzeczypospolitej w mieście istniał klub piłkarski Orlęta Bóbrka.

## Honorowi obywatele
- Anatol Lewicki – starosta powiatowy staromiejski, m.in. w 1889, honorowy obywatel Staregomiasta[10].

## Galeria

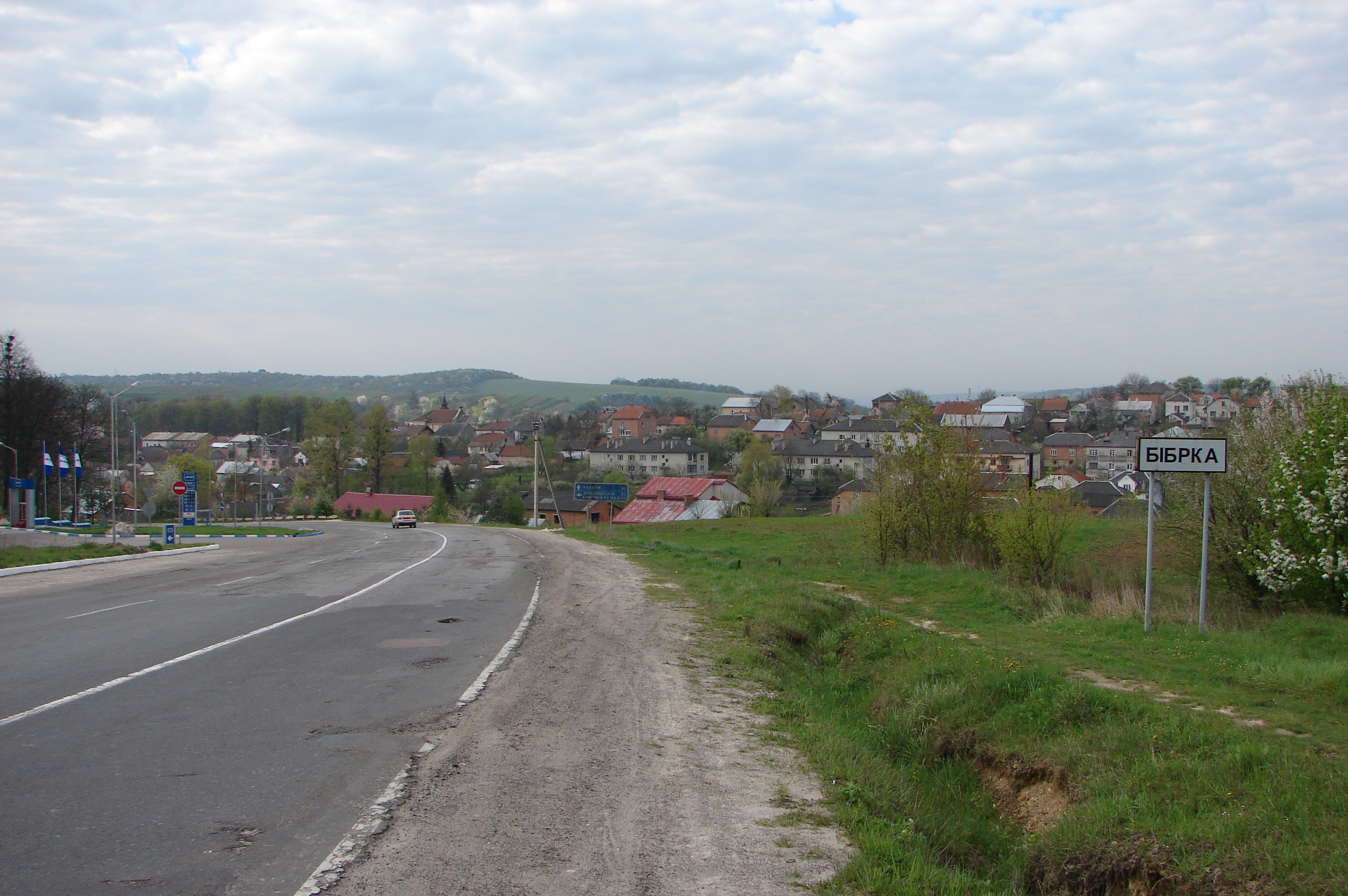
Widok na miasto przy wjeździe od strony Lwowa
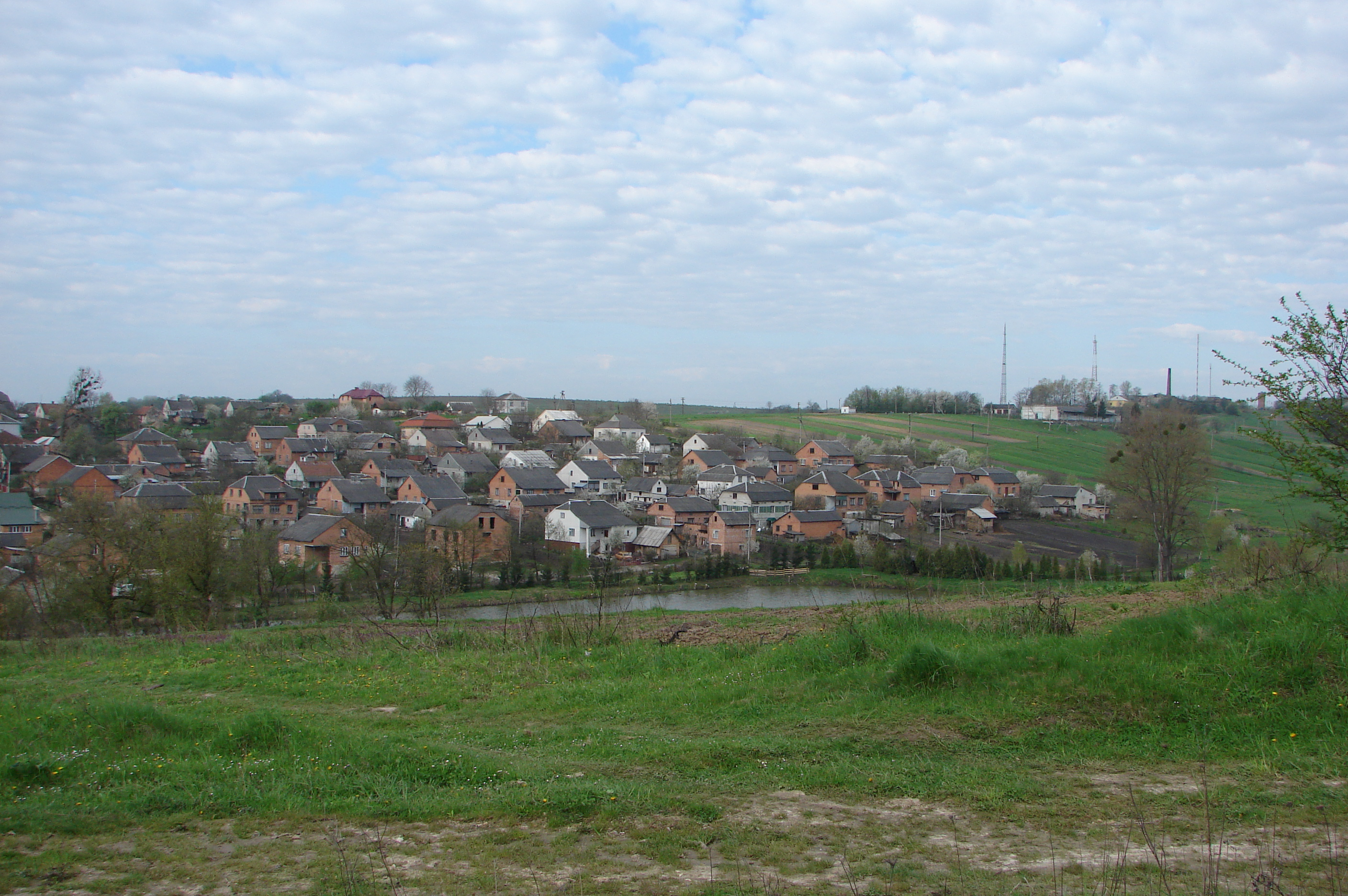
Widok na miasto przy wjeździe od strony Lwowa
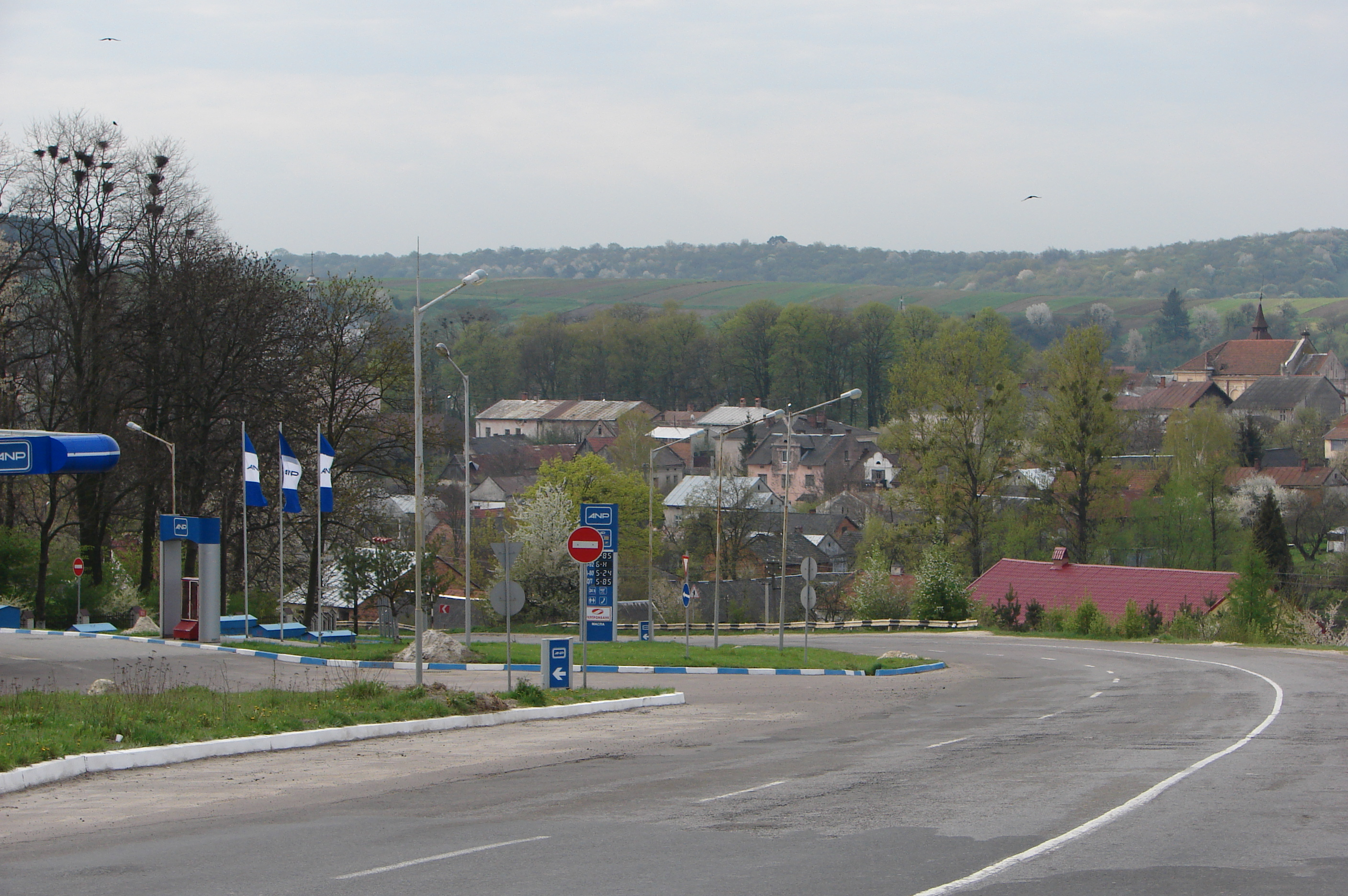
Widok na miasto przy wjeździe od strony Lwowa
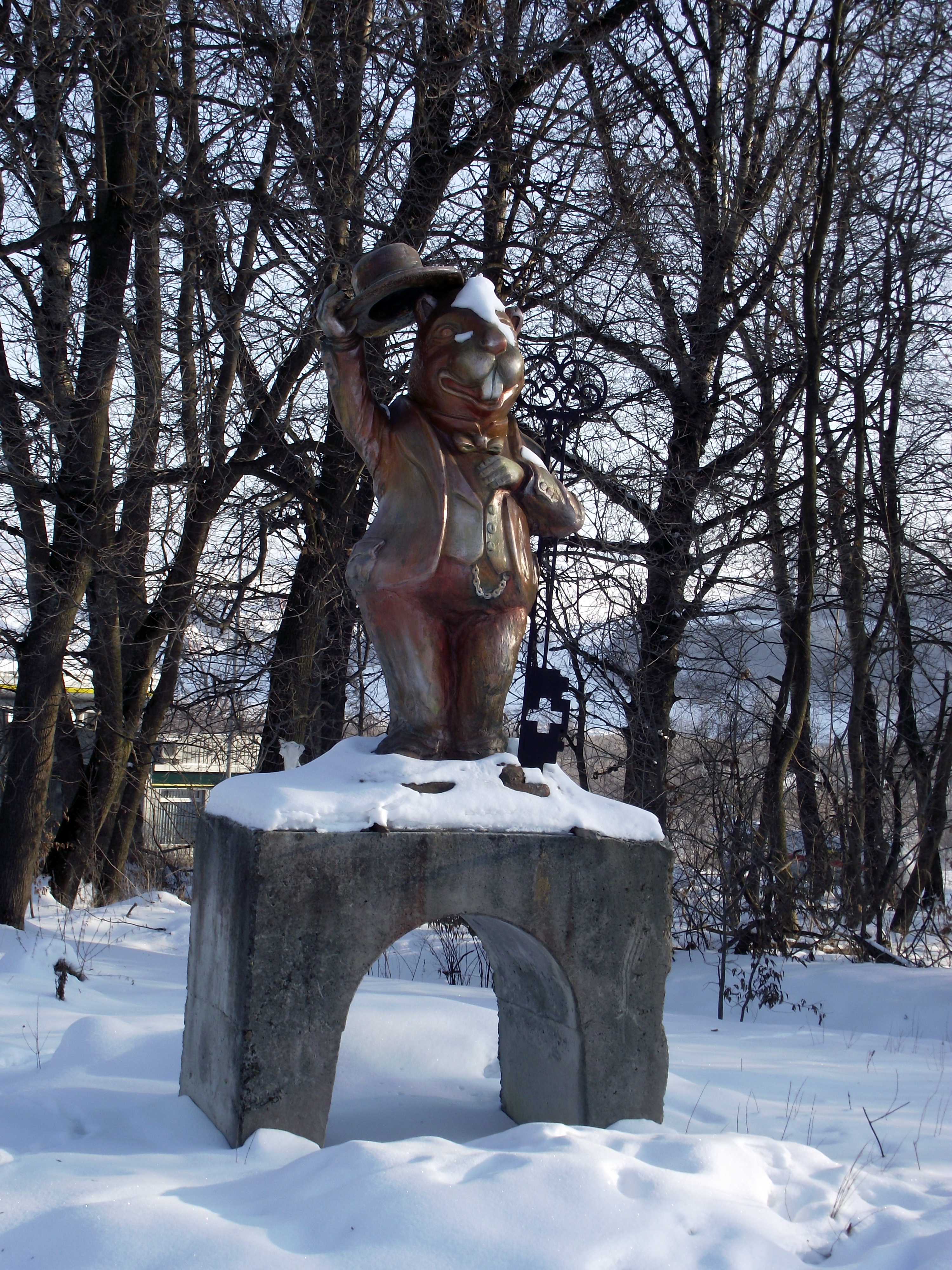
Pomnik bobra
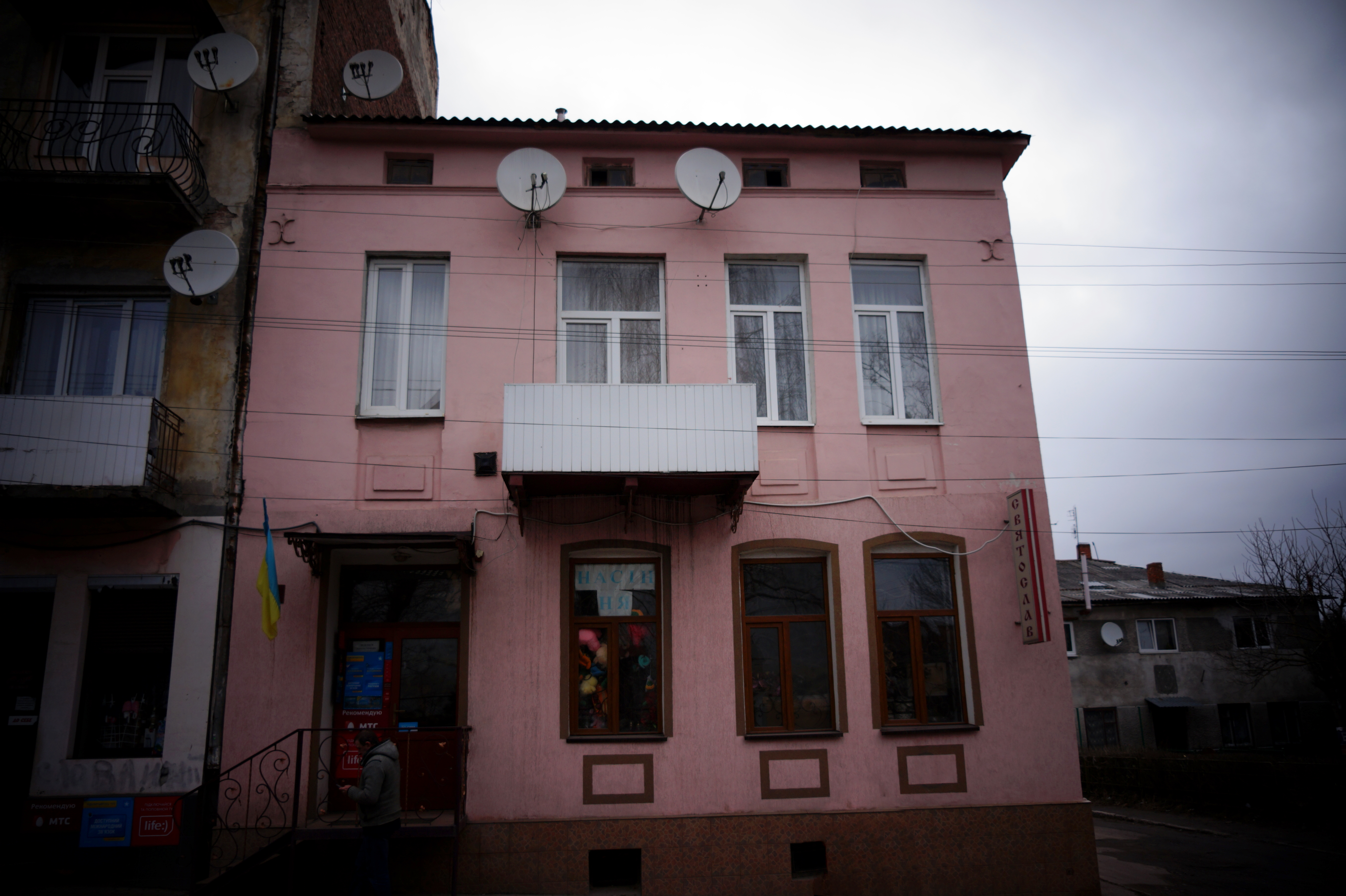
Miejsce dziedzictwa kulturowego na Ukrainie
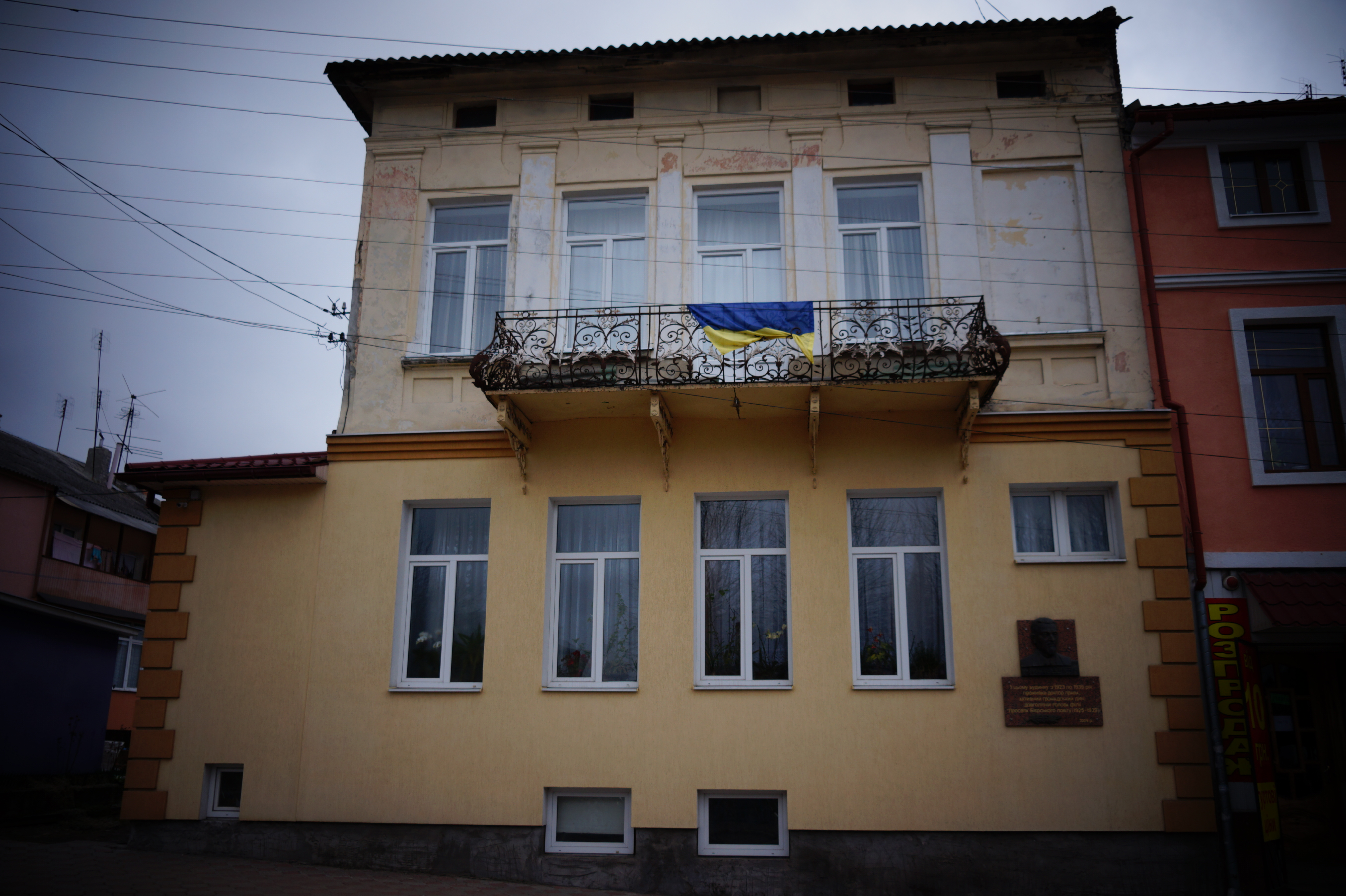
Miejsce dziedzictwa kulturowego na Ukrainie
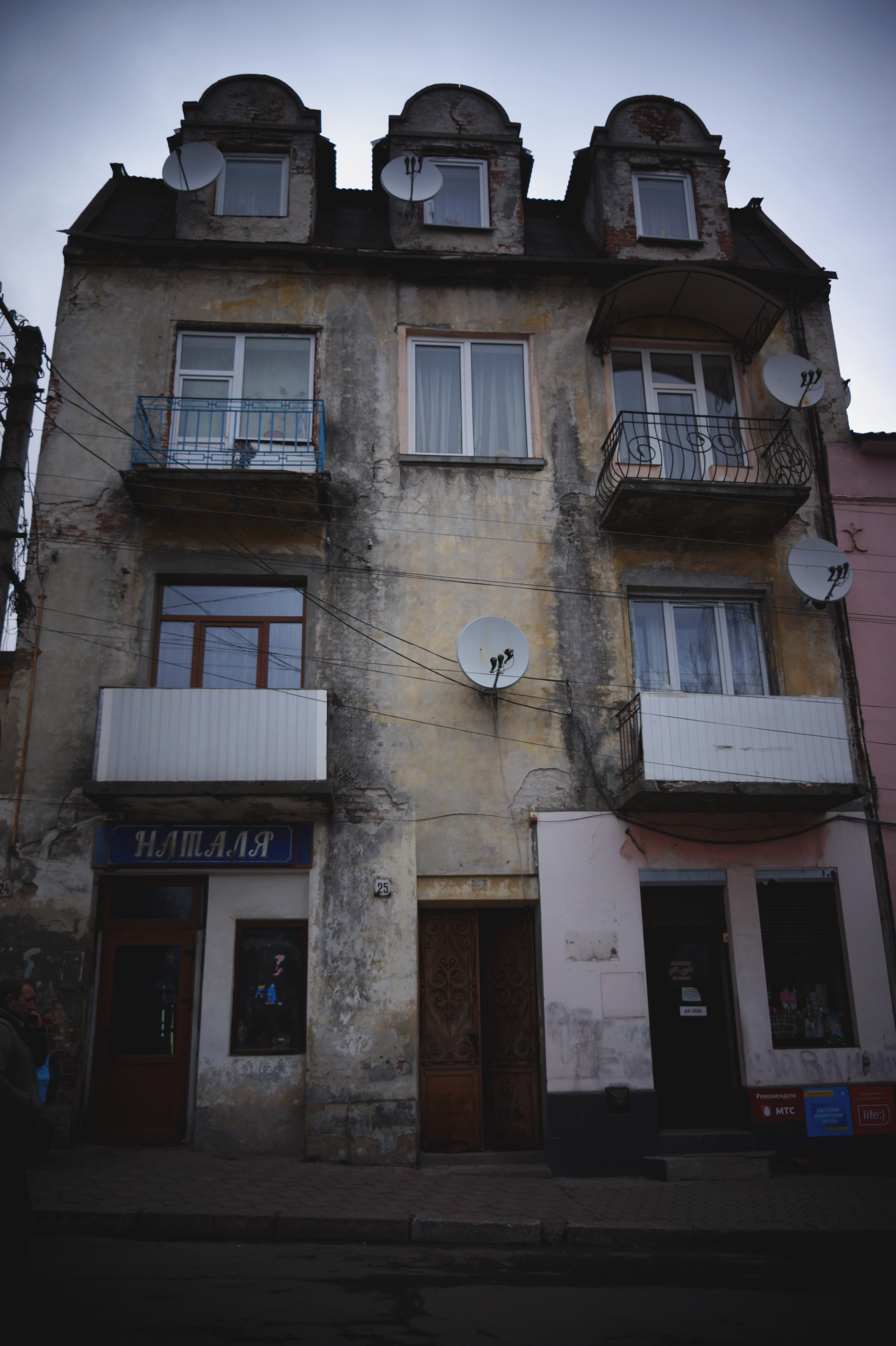
Miejsce dziedzictwa kulturowego na Ukrainie